# Mauro Andrés Caballero
Mauro Andrés Caballero Aguilera (Asunción, 8 ottobre 1994) è un calciatore paraguaiano, attaccante dell'Águila.

## Caratteristiche tecniche
Giocatore estremamente rapido pur non essendo molto dotato tecnicamente, abile nel gioco aereo e nell'uno contro uno.

## Carriera

### Club
Mauro Caballero inizia la sua carriera da calciatore nel 2008 quando viene acquistato dal Libertad dove, in tre stagioni, compie tutta la trafila delle giovanili fino all'anno del suo debutto in prima squadra, avvenuto nel 2011: esordisce il 2 maggio in occasione del match di campionato con il Tacuary. Il 16 dicembre realizza la sua prima doppietta in carriera, durante la partita di campionato con l'Independiente; in quell'occasione rimedia anche la prima ammonizione in carriera da calciatore professionista.

### Nazionale
Nel 2011, con la maglia dell'Under-17, partecipa al Campionato sudamericano di calcio Under-17 edizione 2011 organizzato in Ecuador. A fine torneo si classifica al 2º posto nella classifica dei marcatori con 5 gol segnati in 7 partite disputate.

## Palmarès

### Club

#### Competizioni nazionali
- Coppa del Liechtenstein: 1

Vaduz: 2015-2016
- Coppa di Georgia: 1

T'orp'edo Kutaisi: 2022